# Деление слога в китайской фонетике

Структура китайского слога

В китайских языках слоги традиционно членят на составные части в соответствии с положением фонем. Существует несколько классификаций частей слога, различающихся по глубине.

## Инициаль и финаль (рифма)
Инициаль — начальный согласный слога. В путунхуа всегда представлен единственным согласным: кит. упр. 这是中国人, пиньинь zhè shì zhōng guó rén, палл. чжэ ши чжун го жэнь (это — китаец), иначе отсутствует совсем. Слог без инициали называется также слогом с нулевой или опущенной инициалью: кит. упр. 五，爱，望, пиньинь wǔ, ài, wàng, палл. у, ай, ван. Следует отметить, что существующие системы транскрипции китайских иероглифов не всегда адекватно передают его фонетику: например, в слове кит. упр. 望, пиньинь wàng, палл. ван нет инициали, а буквами «в» и «w» передан огубленный гласный заднего ряда верхнего подъёма /u/.
Финаль (рифма) как часть слога, противопоставленная инициали, выделяется китайскими учёными примерно с III века н. э., тогда же начинают составлять словари рифм.
Некоторые исследователи отождествляют рифму и финаль, другие считают рифмой совокупность централи и терминали.
В путунхуа имеются простые и сложные рифмы.
- Простая рифма состоит из одной фонемы: кит. упр. 是, пиньинь shì, палл. ши.
- Сложная — как минимум, из двух: кит. упр. 买，忙, пиньинь mǎi, máng, палл. май, ман.

### В других языках
- В юэском языке имеются слоги с нулевой финалью: иер. трад. 五，唔, ютпхин: ng, m, кант.-рус.: ын, м.
- Инициали и рифмы также выделяются в слогах мон-кхмерских и сино-тибетских языков: вьетнамского[4], бирманского[1] и других. Во вьетнамском языке терминаль может быть только c, ch, m, n, ng, nh, p, t, или отсутствовать.

Инициаль может быть представлена несколькими согласными.

## Инициаль, медиаль и рифма
Начиная с VIII века финаль китайского слога делят на медиаль и рифму. Медиалью в таком случае называется начинающий финаль полугласный.

### В других языках
В мон-кхмерских языках обязательными элементами являются инициаль и медиаль, иначе говоря, запрещены слоги, состоящие из одного только гласного звука: слог начинает гортанная смычка. Орфографически, тем не менее, слог может содержать только гласную букву.

## Инициаль, медиаль, централь, терминаль
Наиболее подробное членение китайского слога подразумевает отделение из сложной финали составляющих её гласного и согласного; терминаль, таким образом, это завершающий слог согласный, а централь — слоговый гласный. Централь — минимальный элемент китайского слога.

### В других языках
В кхмерском, лаосском, тайском, кантонском и других языках, где имеет место противопоставление гласных по долготе, перед нулевой терминалью запрещены краткие гласные.

## Использование
Деление слога на инициаль, медиаль и рифму лежит в основе письма китайской азбукой чжуинь, в ней есть символы для записи инициалей (ㄋ = н-; ㄅ = б) и финалей (ㄢ = ань, ㄚ = а).